# Calotte glaciaire Gungnir
La calotte glaciaire Gungnir (danois : Gungner Iskappe) est une calotte glaciaire du Groenland située sur la terre d'Odin dans la municipalité de Sermersooq. Elle a été nommée d'après Gungnir, la mythique lance du dieu Odin.

## Géographie
La calotte glaciaire Gungnir se trouve dans la terre d'Odin, a peu près au centre, vers l'est de l'Ensom Majestaet, le point le plus haut de la péninsule.